# Francesco Magnanelli
Francesco Magnanelli (nascut el 12 de novembre de 1984) és un jugador de futbol professional italià que juga com a migcampista i capitaneja l'equip de la Sèrie A Sassuolo. Actualment té el rècord de partits amb el club de tots els temps.

## Carrera
Al llarg de la seva carrera en el club, Magnanelli ha jugat a diversos equips italians: va començar la seva carrera amb l'AS Gubbio l'any 2000, i més tard va jugar al Chievo, ACF Fiorentina i Sangiovannese, abans d'unir-se al Sassuolo el 2005; va ajudar l'equip a pujar de la Sèrie C2 a la Sèrie A. Va guanyar els títols de la Sèrie C1 i la Sèrie B amb el club el 2008 i el 2013 respectivament, i més tard va ser nomenat capità de l'equip. El juny de 2015 va signar un nou contracte de dos anys amb el Sassuolo.
El 29 d'octubre de 2019, Magnanelli va patir una sanció d'un partit per blasfèmia durant els partits de la Sèrie A. A Itàlia hi ha una estricta prohibició de prendre el nom de Déu en va.

## Estil de joc
Magnanelli ha estat descrit com un migcampista talentós, decidit, humil i treballador. Normalment es desplega al centre, i és conegut sobretot pel seu lideratge i rang de passada, així com per la seva consciència tàctica i lectura del joc, a més de la seva tenacitat i capacitat per recuperar la possessió o interceptar passades com a jugador. migcampista defensiu.

## Palmarès
Sassuolo
- Sèrie C1 : 2007–08
- Supercopa de la Lliga de la Sèrie C1: 2008
- Serie B: 2012–13